# 5-MeO-EiPT
5-MeO-EiPT é uma triptamina psicodélica vendida como droga sintética.

## Legalidade
5-MeO-EiPT é ilegal no Japão e Itália. Em 2019, a agência de saúde pública da Suécia sugeriu classificar o  5-MeO-EiPT como uma substância perigosa.